# オープンシステム (システム理論)

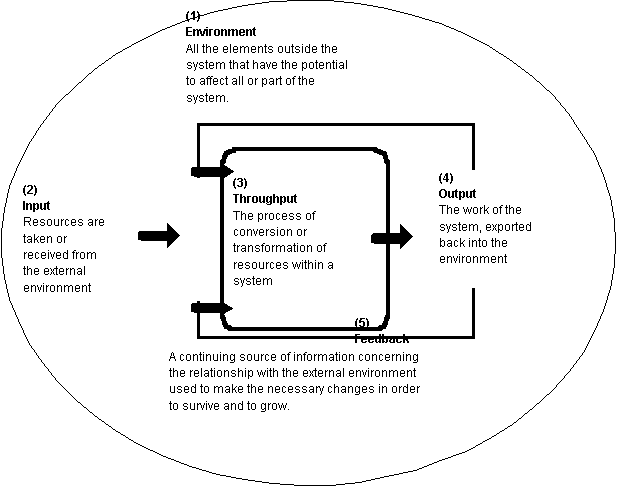
オープンシステムの基本モデル図

システムの理論の用語のオープンシステム（開放系）とは、熱力学に由来し、外部の環境と継続的に相互作用するシステム（系）のことである。
システムを定義する決まりごとにもよるが、その相互作用は、情報やエネルギー、あるいは物質が、システムの境界線の外部から内部へまたは内部から外部へと移動する形式をとる。オープンシステムは孤立系と対照的に考えられる。孤立系と環境との間では、いかなる情報、エネルギー、物質も交換されない。
オープンシステムの概念は、熱力学の枠組みの中で形式化され、システム理論によって一般化（拡張）が研究されているものである。
なお、コンピュータ業界で言われる「オープンシステム」（オープンシステム (コンピュータ) ）は、バズワード的側面もあり、アナロジー以前とも言えるので、熱力学は多少程度しか参考にならないし、システム理論による一般化（拡張）の参考にも多少程度しかならない。